# スパークス・グループ
スパークス・グループ株式会社（英: SPARX Group Co., Ltd.）は、投資顧問・資産運用を主業務として1989年に設立された会社。2006年10月、グループの純粋持株会社になった。
株式を東京証券取引所第一部に上場している。証券コードは8739。運用するファンドはリッパー・ファンド・アワードにて最優秀運用会社（株式部門）を3年連続で受賞した。

## 沿革
- 1988年6月22日 - 創業。
- 1989年7月1日 - スパークス投資顧問株式会社として設立。
- 2000年3月1日 - 社名をスパークス・アセット・マネジメント投信株式会社に変更。
- 2001年12月4日 - ジャスダックへ上場。
- 2006年10月1日 - 社名をスパークス・グループ株式会社に変更、純粋持株会社へ移行。事業部門はスパークス・アセット・マネジメント株式会社が承継。
- 2019年3月22日 - 東京証券取引所第一部へ市場変更[2]。

## グループ会社
括弧内は本社所在地。
- スパークス・アセット・マネジメント株式会社 （東京）
- スパークス・グリーンエナジー＆テクノロジー株式会社 （東京）
- スパークス・アセット・トラスト＆マネジメント株式会社 （東京）
- SPARX Overseas, Ltd. （英領バミューダ諸島）
- SPARX Asset Management Korea Co., Ltd. （ソウル）
- SPARX Asia Investment Advisors Limited （香港）
- SPARX Asia Capital Management Limited （英領ケイマン諸島）
- SPARX Real Estate Investment Limited
- Fairchild Advisors Limited

## ファンド
- スパークス・新・国際優良日本株ファンド(愛称:厳選投資)
- スパークス・新・国際優良日本アジア株ファンド(愛称:日本アジア厳選投資)
- スパークス・新・国際優良アジア株ファンド(愛称:アジア厳選投資)
- スパークス・M&S・ジャパン・ファンド(愛称:華咲く中小型)
- スパークス・プレミアム・日本超小型株式ファンド(愛称:価値発掘)
- スパークス・ジャパン・オープン
- スパークス・日本株・ロング・ショート・ファンド(愛称:ベスト・アルファ)
- スパークス・日本株式スチュワードシップ・ファンド(愛称:対話の力)
- スパークス・少数精鋭・日本株ファンド
- スパークス・ベスト・ピック・ファンド（ヘッジ型）
- スパークス・ベスト・ピック・ファンドⅡ（日本・アジア）マーケットヘッジあり
- スパークス・ベスト・ピック・ファンドⅡ（日本・アジア）マーケットヘッジなし